# Антосін (Мазовецьке воєводство)
Антосін (пол. Antosin) — село в Польщі, у гміні Рибно Сохачевського повіту Мазовецького воєводства.
Населення — 104 особи (2011).
У 1975-1998 роках село належало до Скерневицького воєводства.

## Демографія
Демографічна структура станом на 31 березня 2011 року:
|          | Загалом | Допрацездатний вік | Працездатний вік | Постпрацездатний вік |
| -------- | ------- | ------------------ | ---------------- | -------------------- |
| Чоловіки | 45      | 10                 | 27               | 8                    |
| Жінки    | 59      | 11                 | 31               | 17                   |
| Разом    | 104     | 21                 | 58               | 25                   |